# Kurzhaariger Ungarischer Vorstehhund
Der Kurzhaarige Ungarische Vorstehhund (ungarisch Rövidszőrű magyar vizsla) ist eine von der FCI anerkannte Hunderasse (FCI-Gruppe 7, Sektion 1.1, Standard Nr. 57). Als Vorstehhund gehört die Rasse zu den Jagdgebrauchshunden.

## Herkunft und Geschichtliches
Die Rasse Magyar Vizsla (in Lautschrift [ˈmɒɟɒr ˈviʒlɒ] (ungarisch), /ˈmɑdjɑr ˈviʒlɑ/ (vereinfacht)) entstand Anfang des 20. Jahrhunderts. Jedoch bereits die Magyaren brachten einen solchen Hundetyp aus Asien mit, als sie im 9./10. Jahrhundert das Karpatenbecken besiedelten. Die goldene Farbe hat den Zweck einer Tarnfarbe in den Steppen und Getreidefeldern. Die Vorfahren dieser Hunderasse verschwanden im 19. Jahrhundert immer mehr, als Pointer, Setter und Vorstehhunde in Mode kamen. Etwa um 1920 besann man sich auf den alten Jagdhundtyp und begann den Bestand zu registrieren. Am 29. Mai 1920 wurde die „Ungarische Vizsla-Züchtervereinigung“ gegründet, die diesen Hund züchterisch betreut. 1936 wurde die Rasse von der FCI anerkannt. Nach weiteren Rückschlägen durch die Weltkriege gewann der Vizsla immer mehr Liebhaber. Mittlerweile sind die Rassebestände gesichert. In Deutschland werden pro Jahr ca. 150 Welpen geboren. Durch Einkreuzung von Deutsch Drahthaar wurde eine weitere Vizsla-Rasse entwickelt. Der Drahthaarige Ungarische Vorstehhund ist seit 1965 von der FCI anerkannt.

## Beschreibung

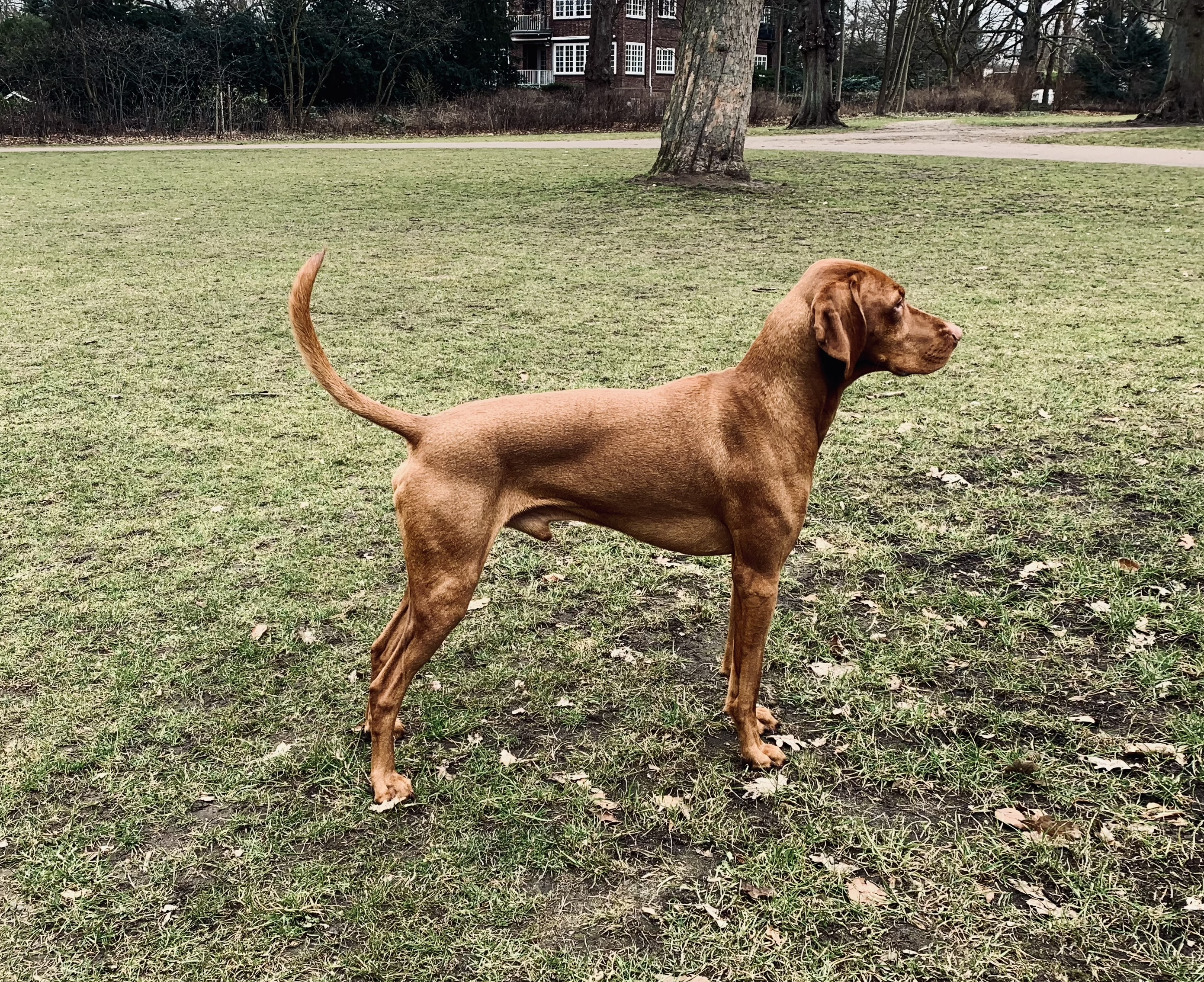
Vier Jahre alter Vizslarüde

Die Rüden werden 58–64 cm und die Hündinnen 54–60 cm hoch. Der Körper ist muskulös, aber schmal. Der kurzhaarige Magyar Vizsla kommt in allen Farbnuancen von Semmelgelb bis Dunkelgold vor. Kleine (5 cm) weiße Abzeichen auf der Brust werden akzeptiert. Geflecktes Fell ist jedoch unerwünscht. Die Farbe der mittelgroßen Augen ist an die Fellfarbe angepasst, normalerweise nie stechend oder kalt. Dunklere Augen werden jedoch, wie auch bei vielen anderen Jagdhunderassen, auffallend hellen Augen gegenüber bevorzugt. Die Ohren sind tief angesetzt, hängen dicht an den Wangen herunter und sind unten abgerundet. Die Lefzen sind anliegend, niemals hängend. Kehllappen (Wamme) sind unerwünscht. Die Rute wird in der Bewegung waagerecht getragen. Das Kupieren der Rute ist in Deutschland unter der Maßgabe jagdlicher Führung erlaubt, sonst durch das Tierschutzgesetz verboten.

## Wesen und Verwendung

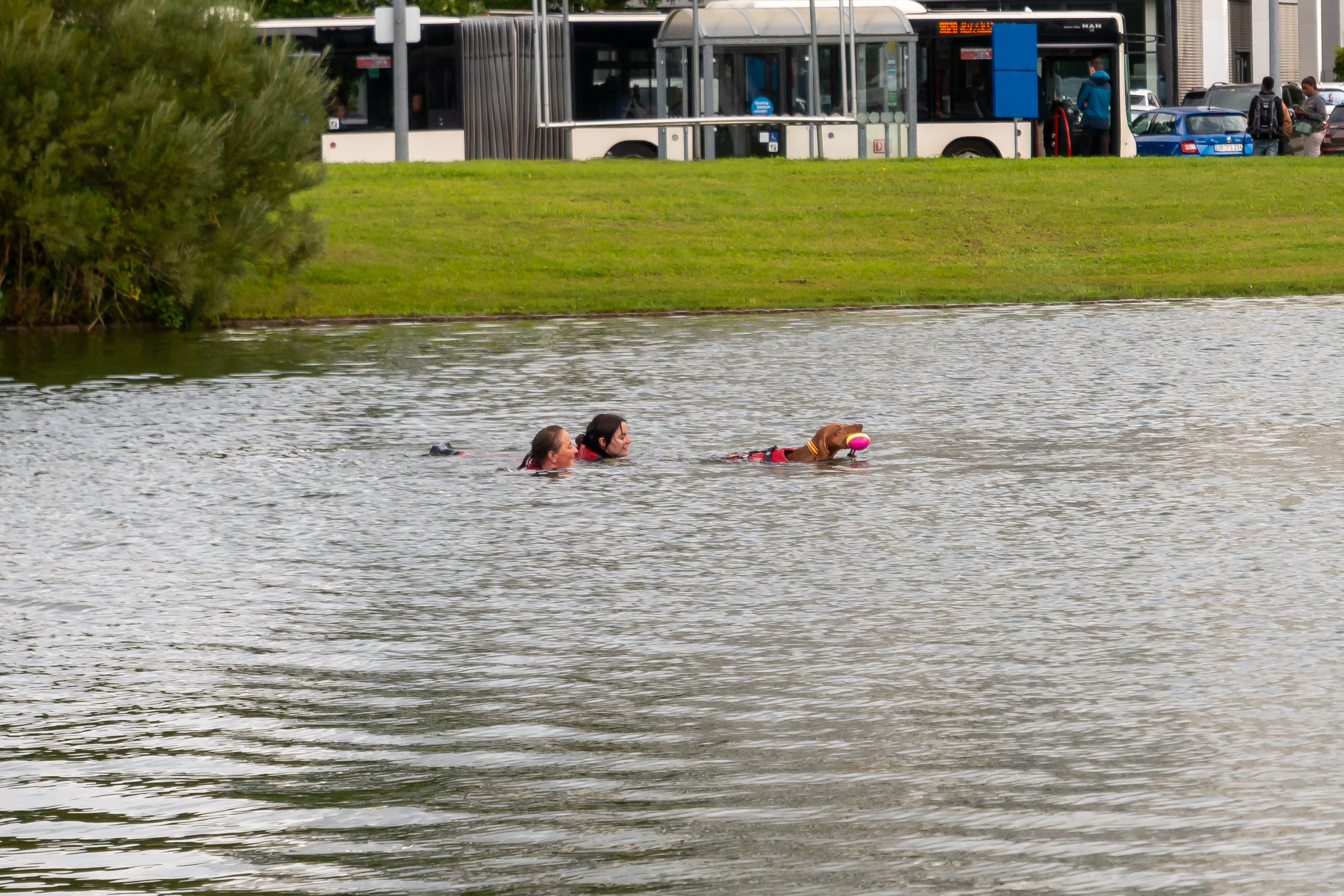
Vizsla als Wasserrettungshund bei der DLRG

Bei der Jagd wird der Magyar Vizsla universell eingesetzt, er ist ein hervorragender Schweißhund, apportiert gerne mit weichem Fang, er vereint die Vorzüge eines Windhundes, Ausdauer und Schnelligkeit, mit Spur- und Fährtensicherheit. Er ist ausgesprochen lernwillig. Seine Menschenfreundlichkeit, seine Sensibilität und Anhänglichkeit verbieten die Zwingerhaltung. Bei ausreichender Beschäftigung kann er als Familienhund gehalten werden.
Der Magyar Vizsla ist ein sehr sensibler Hund, der keine grobe Behandlung in Erziehung, Ausbildung und Haltung verträgt. Äußerst ausgeprägt ist sein körperliches Kontaktbedürfnis, er weicht seiner Bezugsperson buchstäblich nicht von der Seite. Ein Vizsla braucht ausreichende und artgerechte Beschäftigung. Das ist zum einen der jagdliche Einsatz und sind zum anderen vielfältige Möglichkeiten in der Rettungshundearbeit oder dem Hundesport wie beispielsweise Fährtenarbeit, Mantrailing oder Agility. Der Magyar Vizsla benötigt neben Auslauf und Bewegung entsprechende geistige Auslastung. Eine Unterforderung kann zu Verhaltensproblemen führen. 

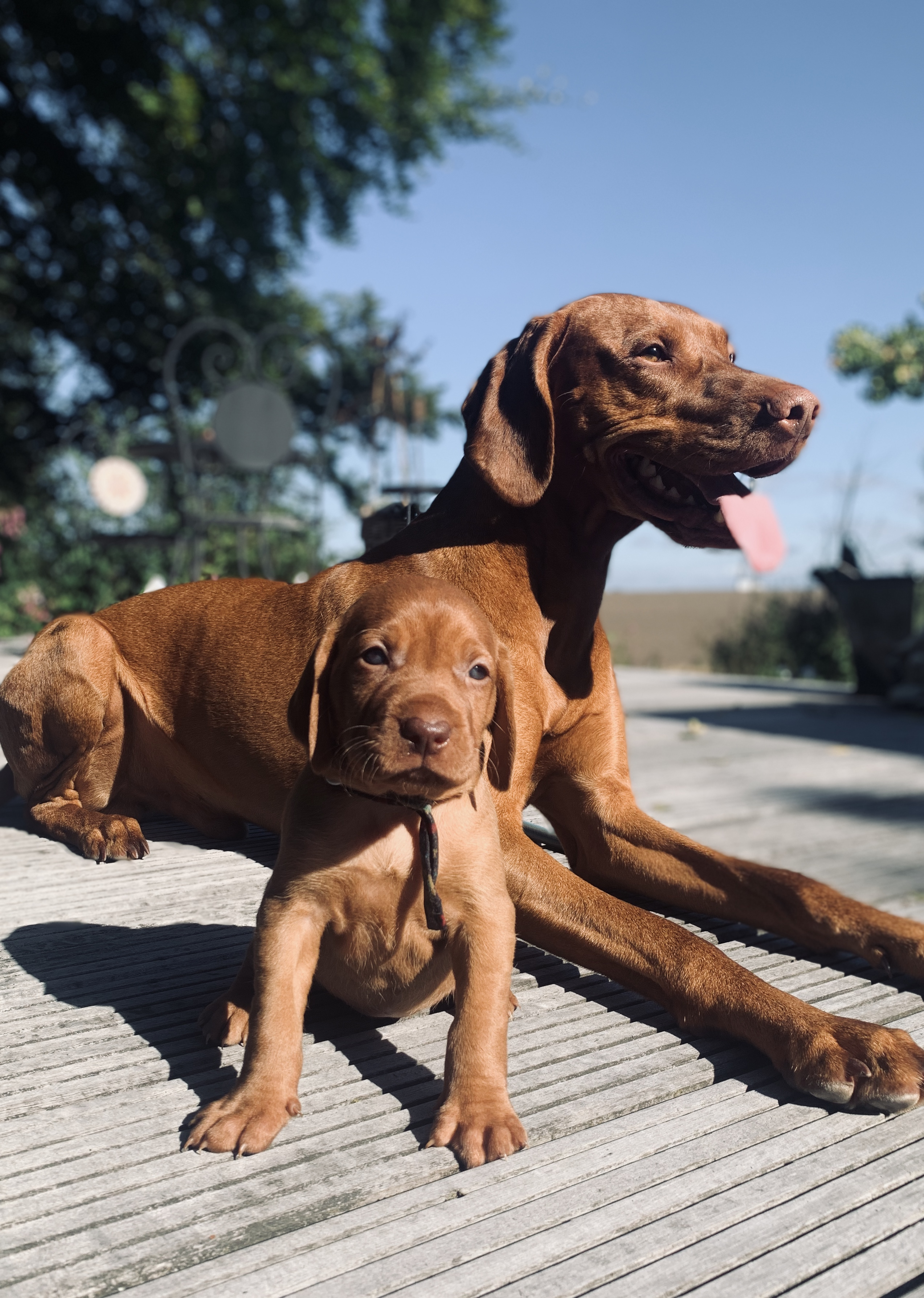
Vizsla Rüde mit Welpen

## Pflege
Das Fell des kurzhaarigen Magyar Vizsla ist weitestgehend selbstreinigend und benötigt wenig Pflege. Bei artgerechter Haltung erübrigt sich das Verschneiden der Krallen.

## Gesundheitliches
Eine besondere Erkrankung der Vizslas ist die s.g. Vizsla-Myositis. Die Krankheit schwächt die Bissmuskeln, was zu Problemen beim Schlucken und zum Erbrechen von Schaum führt.